# Діалекти української мови

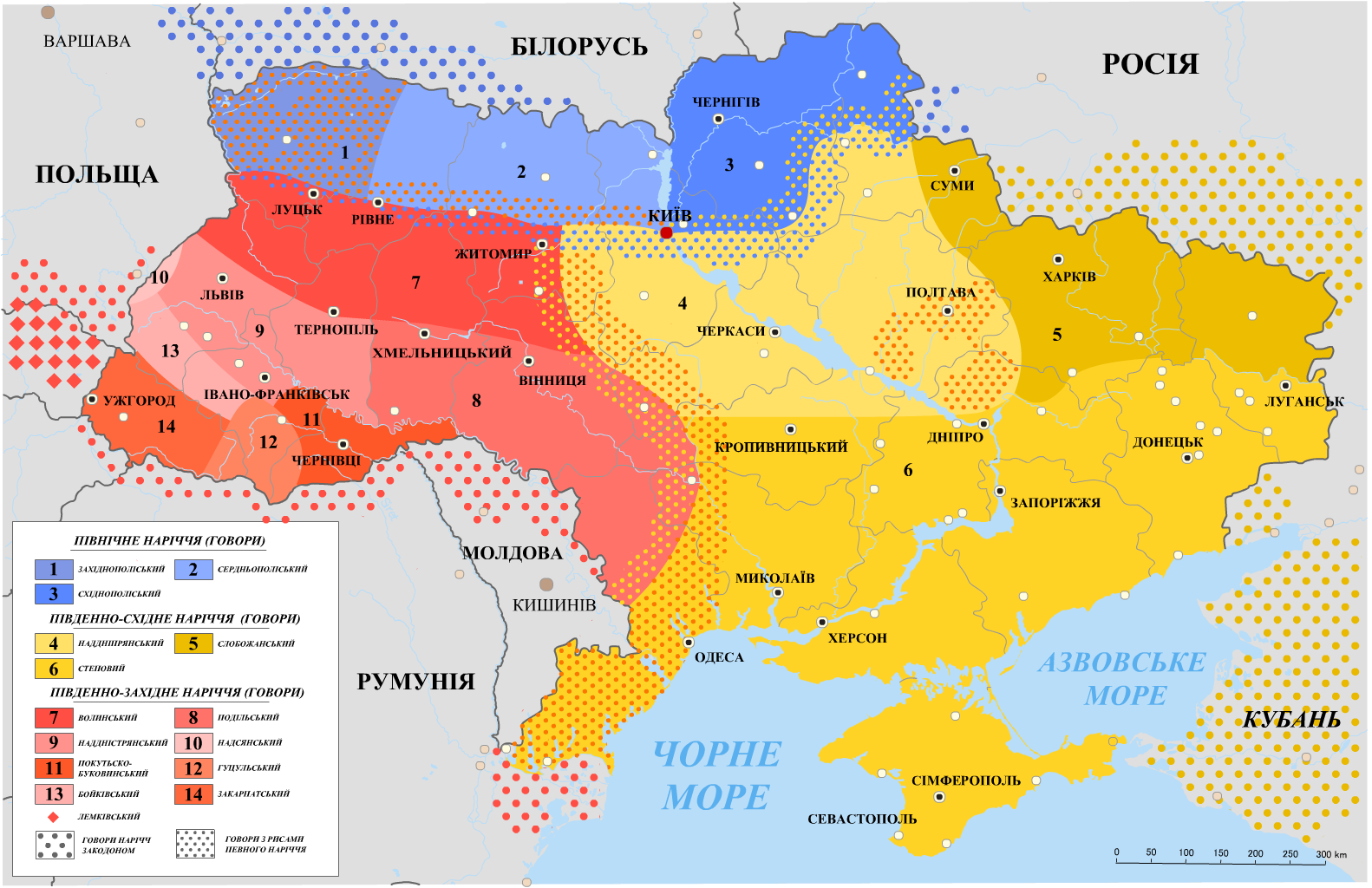
Карта українських наріч і говорів (2005).
Північне наріччя (говори)
Південно-східне наріччя (говори)
Південно-західне наріччя (говори)

Українська діалектологія вивчає наріччя української мови. Наріччя української мови поділяються на три групи: південно-західне наріччя, південно-східне наріччя та північне наріччя.
Кількість українських діалектів, їхні межі, ступінь протиставленості іншим діалектам та внутрішнє поділення на групи говірок є результатом племінної диференціації з доісторичних часів, пізніших політико-адміністративних об'єднань і перегрупувань земель, а також впливу адміністративних, економічних, культурних, релігійних та освітніх центрів на розвиток мови етносу протягом тривалого часу.

## Наріччя української мови
Три окремі сучасні наріччя української мови існували не завжди. За давньоруської доби на території сучасної України населення утворювало дві етнічно-мовні групи — північно-східну і південно-західну — і відповідно виділялися північно-східне і південно-західне наріччя. У протиставленні давніх північно-східного і південно-західного наріч, найімовірніше, є віддзеркаленням ще племінного поділу південної частини східних слов'ян.
Давні східнослов'янські племена або союзи племен відрізнялися певними мовними рисами: кожне плем'я (союз племен) мало свій говір як особливу мовну систему. На думку мовознавця М. Ф. Наконечного, є підстави давні північно-східні говори співвідносити з полянами, деревлянами, сіверянами і північними волинянами, південно-західні — з південними волинянами, уличами, тиверцями і білими хорватами. На думку О. О. Шахматова, прямих нащадків полян, деревлян і сіверян можна визнати в населенні північної Київщини і Волині, південних районів Чернігівщини і північних Полтавщини.
К. П. Михальчук уважав, що давні північно-східні говори співвідносяться з полянами і деревлянами; сіверяни і дреговичі, на його думку, належали до перехідного типу між північноруськими і південноруськими племенами. З південно-західною групою співвідносяться дуліби (на Волині) і хорвати (в Галичині). Уличі і тиверці (на Поділлі) були перехідною ланкою між північно-східною і південно-західною групами.
Три сучасні українські наріччя визначаються сукупністю фонетичних, граматичних і лексичних рис. Виходячи з того, що сучасні південні наріччя відповідають колишньому одному, багатьма рисами північне наріччя протиставляється обом південним.
Позаяк в історичному плані між собою співвідносні північне і південно-західне наріччя. Усі північні і більшість південно-західних говорів є старожитніми, при цьому, відповідно до результатів деяких сучасних досліджень, південно-західні говори могли постати раніше за північні, претендуючи таким чином на територію витоків української мови. Північне і південно-західне наріччя характеризуються діалектною розчленованістю, що зумовлена різними чинниками: відбиттям певною мірою мови давніх племен, стабільністю меж колишніх феодальних і державно-адміністративних утворень, поміркованою інтенсивністю міграції населення.
Південно-східне і південно-західне наріччя співвідносні в плані взаємодії з новою літературною мовою в процесі її становлення: південно-східне наріччя лягло в основу нової загальноукраїнської літературної мови, південно-західні говори були основою західноукраїнського різновиду літературної мови, що існував у XIX і на початку XX ст.
| Мова       | Субдіалект/ Наріччя | Субдіалект/ Наріччя                | Діалект/ Говір              | № на діалектологічній мапі |
| ---------- | ------------------- | ---------------------------------- | --------------------------- | -------------------------- |
| Українська | Північне            | Північне                           | Західнополіський            | 1                          |
| Українська | Північне            | Північне                           | Середньополіський           | 2                          |
| Українська | Північне            | Північне                           | Східнополіський             | 3                          |
| Українська | Південно-східне     | Південно-східне                    | Наддніпрянський             | 4                          |
| Українська | Південно-східне     | Південно-східне                    | Слобожанський               | 5                          |
| Українська | Південно-східне     | Південно-східне                    | Степовий                    | 6                          |
| Українська | Південно-західне    | Волинсько-подільська група говорів | Волинський                  | 7                          |
| Українська | Південно-західне    | Волинсько-подільська група говорів | Подільський                 | 8                          |
| Українська | Південно-західне    | Галицько-буковинська група говорів | Наддністрянський            | 9                          |
| Українська | Південно-західне    | Галицько-буковинська група говорів | Надсянський                 | 10                         |
| Українська | Південно-західне    | Галицько-буковинська група говорів | Покутсько-буковинський      | 11                         |
| Українська | Південно-західне    | Галицько-буковинська група говорів | Гуцульський                 | 12                         |
| Українська | Південно-західне    | Карпатська група говорів           | Бойківський                 | 13                         |
| Українська | Південно-західне    | Карпатська група говорів           | Закарпатський               | 14                         |
| Українська | Південно-західне    | Карпатська група говорів           | Лемківський (поза Україною) | *                          |
| Українська | ?                   | ?                                  | Канадський (поза Україною)  | —                          |

### Межі наріч української мови
Як свідчить «Атлас української мови», українська діалектна мова розчленовується на три наріччя пасмом ізоглос фонетичних, граматичних і лексичних явищ.
Північне наріччя української мови, як відомо, на півночі межує з білоруською мовою, на сході — з російською, на заході — з польською.
За даними «Атласу української мови» південна межа північного наріччя проходить приблизно по лінії:
- Володимир — Луцьк — Рівне — Звягель — Київ — Прилуки — Конотоп і далі по річці Сейм до межі з російською мовою.

Ізоглоси ряду явищ північного наріччя проходять на південь від названої лінії, на північ від неї поширена смуга говірок з ознаками південних наріч. Ширина смуги з перехідними говірками в різних місцях неоднакова. Досить широка смуга ізоглос розділяє північне і південно-східне наріччя між Києвом і Прилуками, що пояснюється, очевидно, інтенсивною міграцією населення в цьому районі. На решті території перехідні говірки між північним і південним наріччями утворюють вужчу смугу і становлять наслідок міждіалектних взаємовпливів.
Межа між північним і південними наріччями, проведена на основі даних «Атласу української мови», проходить загалом далі на північ порівняно з межею, яка досі визначалась більшістю дослідників, що пояснюється, з одного боку, особливістю критеріїв діалектного членування у попередніх дослідників і, з другого — тим, що риси південних наріч витісняють особливості північного наріччя і таким чином територія північного наріччя щораз звужується.
М. В. Никончук південну межу середньополіського говору проводить далі на північ вищенаведеної лінії:
- на північ від міста Рівне — на північ від міста Звягель (між селами Курчиця і Вербівка) — верхів'я річки Уборть — верхів'я річки Уж — правий берег річки Ірша — на північ від Києва (між селами Лютіж і Сухолуччя) — басейн річки Остер на Чернігівщині. Приблизно по вказаній лінії пролягає ряд ізоглос діалектних явищ і за даними «Атласу української мови», проте сукупність найістотніших ознак, характерних для північного наріччя, дає підстави проводити південну межу північного наріччя на цьому відрізку далі на південь.

Межу між північним і південними наріччями не можна пояснити ніякими іншими причинами, як тільки найдавнішими етнічними кордонами, пов'язаними з розселенням східнослов'янських племен. Зазначена межа розділяє і давні князівства (Київське, Волинське), і пізніші землі (Чернігівська, Переяславська, Київська, Волинська, Холмська), і воєводства (Київське, Волинське), і губернії (Чернігівська, Полтавська, Київська, Волинська), і сучасні області (Сумська, Чернігівська, Київська, Житомирська, Рівненська, Волинська).

## Історія діалектного членування української мови
Початки української діалектології відносять до 2-ї половини XVIII ст. і пов'язують з усвідомленням територіальних відмінностей мови: це були спроби окреслити межі поширення поодиноких, переважно фонетичних, явищ. У XIX ст. студії з діалектології актуалізувалися у зв'язку із загальним піднесенням етнології, національними культурними рухами в різних слов'янських народів. Свідчення про діалектні явища у цей час ще мають несистемний характер, наводяться без необхідної локалізації.
З'ясування діалектного членування зазнавало еволюції від орієнтовного окреслення «нарічень» і діалектів до складання діалектної карти; змінювалися обсяг і характер матеріалу — від принагідної фіксації до систематичного запису за питальниками, від обстеження невеликих мовних територій до охоплення української діалектної мови як цілості.
На підставі зіставних фонетичних і морфологічних даних К. Михальчук виділив три наріччя: поліське, українське, червоноруське (русинське чи русняцьке), окреслив їхні межі і внутрішню диференціацію на менші мовно-територіальні утворення. Пізніше проблема діалектного членування української мови мала різне розв'язання залежно від вихідних принципів класифікації діалектів і використовуваного матеріалу; сучасна діалектологія поділяє українську мову на такі наріччя: північне, південно-східне і південно-західне. Цей поділ є розвитком запропонованої К. Михальчуком його первісної тричленної класифікації.

### Опанас Шафонський
Наукове діалектне членування української мови розпочинає свою історію першою спробою групування українських говорів на території Лівобережної України ще у XVIII ст., коли вийшла праця Опанаса Шафонського «Топографічний опис Чернігівського намісництва» (1786). За мовними і антропологічними особливостями населення Опанас Шафонський Лівобережну Україну поділяв на три частини: північно-західну (на північ від Десни), середню (між Десною, Сеймом, Сулою до міста Лубен і Дніпром), південно-східну (між Пслом, Сулою і Дніпром).
Опанас Шафонський виділяв такі особливості: у північно-західній частині говорять конь, нож, вол, у середній — кунь, нуж, вул, у південно-східній — кінь, ніж, віл. З погляду сучасних досягнень діалектології така характеристика східноукраїнських говорів спрощена і неточна, проте правильним слід визнати спостереження Шафонського про відмінність північних лівобережних українських говірок від південних та про наявність між ними окремого типу говірок, який за сучасним діалектним членуванням української мови загалом відповідає перехідним говіркам між північним і південно-східним наріччями.

### Олексій Павловський та Михайло Максимович
Про відмінність північних українських говорів від південних згадує Олексій Павловський у граматиці української мови, написаній 1805 р., зазначаючи, що північні говори, на відміну від південних, характеризуються наявністю дифтонгів (двозвуків) на місці давніх голосних о і е.
У 1830-х роках відносно багато уваги діалектному членуванню української мови присвятив Михайло Максимович. Учений розрізняв малоруське або українське (північно-східне) і червоноруське або галицьке (південно-західне) наріччя української мови. До першого він зараховував говори по обидва боки Дніпра, а також Полісся, Волині і Поділля; до другого — говори по обидва боки Дністра в Галичині і в Карпатах. Серед рис північно-східного наріччя, що протиставляється південно-західному, Максимович виділяв дієслівні форми майбутнього часу типу знатиму, форму орудного відмінка однини іменників і займенників жіночого роду на -ою, -ею (такою головою, цею землею) відповідно до форм на -ов, -ев (тов головов, цев землев) у південно-західному наріччі. В обох наріччях дослідник вирізняв піднаріччя: у північно-східному — українське (південне) і сіверське (північне), у південно-західному — галицьке і закарпатське. Спостереження Максимовича щодо розмежування говорів української мови приблизно відбивали фактичний стан речей, хоч у дослідника не було матеріалу для глибокої і точної класифікації українських говорів.

### Іван Вагилевич
Питанням групування говорів присвятив увагу Іван Вагилевич у вступі до виданої 1845 р. у Львові граматики української мови для галичан. На його думку, в українській мові виділяються галицьке і київське наріччя, які розмежовуються річками Серет і Буг. Умовно визначається ще карпатське наріччя, яке, за наявності в ньому особливостей галицького і київського наріч, характеризується домішками з сусідніх мов. Названі наріччя Вагилевич характеризує рядом фонетичних і морфологічних особливостей, наводяться також окремі синтаксичні риси. У межах наріч Вагилевич окремо характеризує саноцько-перемиський, бузький, гуцульський, чернівецький, волинський, подільський і чернігівський говори. Дослідник зазначає, що певними особливостями характеризуються курський і воронезький говори як перехідні до російської мови, овруцький як перехідний до білоруської мови, виділяється також причорноморський говір. Для характеристики наріч і говорів Вагилевич наводить чималий діалектний матеріал, але подає його без належного розмежування регулярних і поодиноких явищ, характерних тільки для окремих слів.

### Яків Головацький
Подібно групує українські говори Яків Головацький у доповіді про українську мову і її наріччя, виголошеній 1848 р. у Львові, та в підручнику «Грамматика рꙋского Ѧзыка», виданому в 1849 р. На його думку, говори української мови утворюють три наріччя: волинсько-подільське або українське (переважна більшість українських говорів), галицьке або наддністрянське (наддністрянські говірки, осередком яких є м. Галич, а також буковинський і гуцульський говори) і гірське або карпаторуське (говори по обидва боки Карпат, за винятком гуцульського). В українському наріччі виділяє (переважно за Михайлом Максимовичем) говори («різності») — києво-переяславський, сіверський, слобожанський і волинсько-подільський.
Волинсько-подільське і галицьке наріччя Яків Головацький розділяє лінією: Заліщики — Борщів — Тернопіль — село Глядки — Золочів — Бузьк — Мости Великі — Рава-Руська — Наріль, притому лінію між вказаними населеними пунктами уточнює назвами окремих сіл. Межу між галицьким і гірським наріччями дослідник проводить від витоку річки Рата на південь між Яворовом та Яновом біля Судової Вишні до Хирова, від Хирова на схід біля Самбора до Дрогобича, звідси на південь між селами Орів і Улично до міста Сколе і до річки Опур, далі на схід хребтом гір до витоків Лімниці, Бистриці, відтак до Ясенева, Рахова. Окремі місця названої лінії Яків Головацький уточнює, називаючи ще деякі населені пункти.
Волинсько-подільське наріччя, на думку автора, давнє, порівняно з іншими найбільше й найодноманітніше, багате фольклором, що поширений і на території інших наріч, його особливості відображені в історичних пам'ятках. Це наріччя вводили в літературу ряд письменників: Іван Котляревський, Григорій Квітка-Основ'яненко, Петро Гулак-Артемовський, Євген Гребінка, І. Галка (Микола Костомаров), Віктор Забіла, Тарас Шевченко та інші. Галицьке наріччя також давнє і відбите в деяких пам'ятках, воно рідне письменникам Маркіяну Шашкевичу, Миколі Устияновичу, Івану Вагилевичу. Гірське наріччя зберігає багато архаїзмів, його риси теж відображені в окремих давніх пам'ятках. На думку Якова Головацького, галицьке і гірське наріччя за давністю співвідносні з іншими слов'янськими мовами. На окремих ділянках межі між наріччями історія не засвідчує жодних адміністративних кордонів, отже, наріччя відбивають найдавніші етнічні одиниці. Названі три наріччя автор характеризує низкою фонетичних і морфологічних діалектних рис. На думку сучасного діалектолога Матвіяса, схематичність характеристики українських наріч у Якова Головацького зумовлена вкрай незадовільним вивченням говорів української мови на той час, проте здійснений ним поділ українських говорів у цілому не суперечить і сучасному їх групуванню.

### Олександр Потебня
Важливими були діалектологічні спостереження Олександра Потебні, хоч групуванням говорів учений спеціально не займався. Принагідно він вказував на говори: український (за сучасним визначенням — південно-східне наріччя), волинський, подільський, галицький, карпатський або гірський, також бойківський, лемківський. Дослідник часто називав говори за відповідним адміністративним центром: київський, чернігівський, ніжинсько-переяславський, сосницький, козелецький, заблудівський. Потебня користувався також узагальненими назвами українських говорів, не надаючи їм термінологічного значення: східні (східномалоруські), західні, північно-західні, південно-західні тощо.

### Костянтин Михальчук

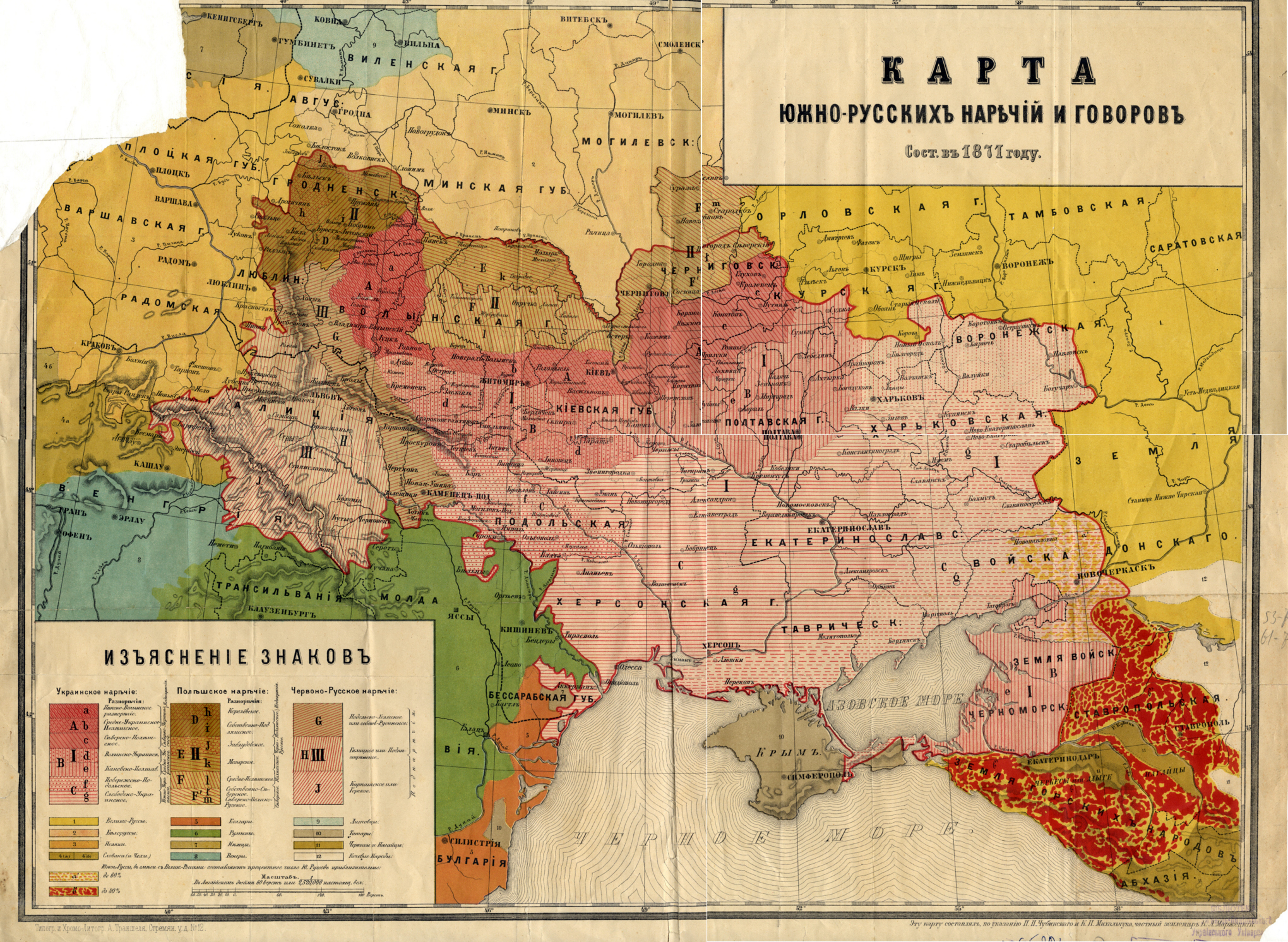
Мапа авторства Костянтина Михальчука й Павла Чубинського, 1871 р.

Найґрунтовнішим у XIX ст. дослідженням, присвяченим діалектному членуванню української мови, є праця Костянтина Михальчука про українські наріччя, говори і говірки, написана у 1872 р. Указане дослідження лягло в основу діалектного членування української мови у XX і XXI століттях. Своє членування Костянин Михальчук переважно базує на зібраному за програмою Івана Новицького, що охоплювала 74 явища фонетики і морфології, матеріалі у 59 населених пунктах із різних місцевостей України в межах тодішньої царської Росії, він враховує також відповідні праці попередніх дослідників, бере до уваги різні публікації, у яких відображаються діалектні риси певної місцевості. Наріччя і говори автор виділяв на основі суто мовних рис, проте брав також до уваги розміщення в минулому східнослов'янських племен, міграційні чинники пізніших часів, топографічні особливості відповідної території, етнографічні дані. Діалектне членування української мови автор відобразив і в формі лінгвістичної карти.
Михальчук розрізняв три наріччя української мови:
- українське (з північноукраїнським, середньоукраїнським і південноукраїнським піднаріччями),
- поліське (з підляським, чорноруським або заблудів-ським, поліським і сіверським піднаріччями),
- русинське (з подільсько-волинським, галицьким і карпатським піднаріччями).

Названі наріччя, на думку К. П. Михальчука, за різними сторонами мовної будови співвідносяться по-різному: у фонетиці більше подібності між українським і русинським наріччями, ніж між ними (особливо першим) і поліським, у морфології більше спільності між українським і поліським, ніж між ними обома і русинським.
За Михальчуком, межа між українським і русинським та поліським наріччями проходить приблизно по лінії: Нова Ушиця — Кременець — Любомль — Дорогичин; на північному сході від Дорогичина межа повертає на південь біля Пінська до річки Горинь, далі йде по Горині майже до міста Рівне, звідси майже прямою лінією на схід через Корець, Чоповичі до Дніпра на півночі від Києва; на лівобережжі Дніпра ця межа йде по Десні майже до Новгорода-Сіверського, а звідси на схід до межі з російською мовою.
Піднаріччя в українському наріччі К. Михальчук розмежовує такими двома приблизними лініями:
1. Дубно — Житомир — Васильків — Переяслав — Пирятин — Лохвиця — Ромни — Недригайлів — Білопілля.
2. На південь від Хмельницького — Літин — Липовець — Черкаси — Кременчук — Харків і далі на північ до межі з російською мовою.

Між цими лініями автор розташовує середньоукраїнське піднаріччя. На півночі від зазначеної території знаходиться північноукраїнське піднаріччя, на півдні і сході — південноукраїнське піднаріччя. Правда, до середньо-українського піднаріччя автор відносить також українські говірки північно-східної Приазовщини і Кубані.
Північноукраїнське піднаріччя К. Михальчук поділяє на говори («різноріччя»):
- ніжинсько-переяславський або сіверсько-український, що займає територію на схід від Дніпра,
- середньоукраїнсько-поліський, західна межа якого проходить по річці Горинь,
- пінсько-волинський, що займає територію на захід від р. Горинь і на північ від міста Дубно (райони Рівна, Луцька, Ковеля, басейн верхньої Прип'яті).

Середньоукраїнське піднаріччя, за К. Михальчуком, поділяється на два говори — волинсько-український і канівсько-полтавський, які розмежовуються приблизно лінією, проведеною через міста Біла Церква і Богуслав. До канівсько-полтавського говору автор відносить також говірки Приазовщини і Кубані.
Південноукраїнське піднаріччя поділяється на говори: побережно-подільський і слобідсько-український. Перший із них займає територію в північно-західній частині піднаріччя, що відмежовується від другого приблизною лінією: Вінниця—Гайсин—Первомайськ— Балта.
Говори середньоукраїнського і південноукраїнського піднаріч автор об'єднує в дві групи: південно-східну, до якої входять канівсько-полтавський і слобідсько-український говори, і західну, до якої належить волинсько-український і побережно-подільський говори.
Поліське наріччя Михальчук поділяє на піднаріччя:
- сіверське (на схід від Дніпра),
- власне поліське або середньополіське (від Дніпра на сході до Горині на заході),
- чорноруське (на північ від середньополіського — на сході і між річками Ясельда і Шара, далі на північ від річки Нарев — на заході)
- підляське (на південь від Нарева і верхньої Ясельди).

Сіверське піднаріччя, на думку дослідника, поділяється на два говори: власне сіверський, північна межа якого проводиться по лінії, що приблизно збігається з лінією сучасного кордону між України і Білорусі, і перехідний до білоруської і російської мов сіверсько-великоруський, що лежить на північ від власне тверського говору. У підляському піднаріччі К. Михальчук виділяє власне підляський і королевський говори (до останнього відносить говірки північно-західної частини підляського піднаріччя на північ від річки Буг). У чорноруському піднаріччі виділяються говори: мозирсь-кий, слонимсько-пінський і заблудівський.
Русинське наріччя К. Михальчук поділяє на три піднаріччя — подільсько-холмське або власне русинське, галицьке або наддністрянське і карпатське або гірське. Подільсько-холмське піднаріччя від галицького відділяється з півночі на південь приблизною лінією між містами Холм і Белз і далі річками Буг і Серет. Галицьке піднаріччя від карпатського відділяє приблизна лінія між містами Перемишль, Борислав, Долина, а далі на південь хребет Карпат.
Названі наріччя, піднаріччя і говори К. П. Михальчук характеризує відповідними діалектними рисами.
Працю К. П. Михальчука високо оцінили сучасники автора, зокрема Олексій Шахматов, від неї відштовхуються дослідники при сучасному розв'язанні проблеми діалектного членування української мови. Попри обмеженість матеріалу, який був у розпорядженні автора, дослідник здійснив досить докладне групування українських говорів. Пізніші дослідження доповнили і в дечому змінили діалектне членування української мови К. П. Михальчука. Найвиразніша відмінність дальших групувань говорів порівняно з Михальчуковим полягала в тому, що «північноукраїнське піднаріччя» південно-східного наріччя всіма майже повністю зараховувалось до північного наріччя, а поділ на «середньоукраїнське» і «південноукраїнське» піднаріччя зовсім не визнавався. З сучасного погляду вважається неправомірним також віднесення більшості говірок Волині і Поділля до південно-східного (за термінологією К. П. Михальчука — українського) наріччя, зарахування до українських ряду білоруських («чорноруське піднаріччя») і російських («сіверсько-великоруське піднаріччя») говірок.

### Олексій Соболевський та Олексій Шахматов
Олексій Соболевський у розділі праці «Нарис російської діалектології» (1892) українські говори поділяв на два наріччя: північне («північномалоруське») і південне («південномалоруське» або «українсько-галицьке»).
До північного наріччя автор відносив і частину закарпатського говору. Точної межі між північним і південним наріччями Соболевський не визначав, проте з його характеристики окремих говорів виходить, що до північного наріччя належать і ті говори, які К. Михальчук зараховував до північного піднаріччя південного («українського») наріччя. Проте, К. Михальчук у статті «До південноруської діалектології» прийняв поділ О. Соболевського.
У північному наріччі окремі типи говірок О. І. Соболевський характеризує за адміністративними центрами. У південному наріччі він вказує на говори: український, волинський, подільський, галицький, буковинський, покутський, гуцульський, карпатський, бойківський, лемківський. У межах цих говорів характеризує говірки за адміністративними центрами.
Соболевський використав відповідні дані багатьох діалектологічних, етнографічних, фольклорних та інших публікацій. Проте на той час діалектний матеріал у публікаціях був загалом обмежений і не завжди надійний, тому територію наріч і говорів дослідник визначає досить загально. На думку К. Михальчука, відповідна праця О. І. Соболевського становила скоріше систематичне зведення критично опрацьованих ним даних про більш-менш відомі наріччя і говори, ніж наукове визначення їх.
Кладучи в основу класифікації наявність давніх і нових фонетичних явищ без належного врахування їх суті в різних говорах, Соболевський поєднав в одне наріччя північні говори і віддалені від них південно-західними говорами карпатські говірки, чим спричинився до неправильного розуміння характеру українських говорів і їх походження.
Інший мовознавець — Олексій Шахматов — у праці «К вопросу об образовании русских наречий и русских народностей» (1894), по суті, висловився за три українські наріччя — «українське», галицьке і північне. Пізніше він підтримав думку О. Соболевського про наявність двох наріч української мови — північного і південного. Спираючись на О. І. Соболевського, О. О. Шахматов до північного наріччя відносив частину карпатських говірок. О. О. Шахматов писав, що південне наріччя, яке простягається від Карпат до Дону, поділяється на південно-східні говори, з одного боку, і на західні та північно-східні — з другого. Західна і північно-східна група, на його думку, становить перехідні говори, змішані в різний час із говорами північного наріччя; південно-східні говори південного наріччя зберегли свій первісний тип у чистому вигляді. На думку О. О. Шахматова, західні і північно-східні говори південного наріччя первісно лежали на північ від говорів сучасної південно-східної групи.
Пізніше О. О. Шахматов у дечому змінив свій погляд на діалектне членування української мови, виділяючи в ній наріччя: північномалоруське, східноукраїнське (на схід від Дніпра), галицьке (в Галичині і на Буковині), карпатське (лемки, бойки, гуцули) і угроруське.

### Агатангел Кримський
А. Ю. Кримський в «Українській граматиці для учнів вищих класів гімназій і семінарій Наддніпрянщини» (1907) говори української мови поділяв на східне («східномалоруське») і західне («західномалоруське») наріччя. До західного наріччя автор відносив говірки Підляшшя, західної Волині, Поділля, Бессарабії, Буковини, Галичини і Закарпаття. Решту говорів від зарахував до східного наріччя. Діалектне членування А. Кримського пов'язане з його поглядом на історичний розвиток української мови, згідно з яким південні говори східного наріччя органічно розвинулись із його північних говорів, а південні говори західного наріччя є продуктом органічного розвитку північних говорів цього ж наріччя. Діалектний поділ А. Ю, Кримського до певної міри зумовлений прагненням заперечити погляд на це питання О. І. Соболевського, з яким він у ряді своїх праць гостро полемізував.

### Іван Зілинський
Справі групування українських говорів присвятив увагу Іван Зілинський у праці «Проба упорядкування українських говорів» (1914). Автор виділяє два наріччя української мови — південно-східне і північно-західне. Для обох наріч визначається відмінна база вимови звуків: у південно-східному наріччі при вимові голосних і приголосних язик займає передню частину ротової порожнини в напрямі до місця вимови звуків і, й, а в північно-західному наріччі при утворенні звуків язик займає середню і задню частини ротової порожнини.
Південно-східне наріччя дослідник поділяє на східне або наддніпрянське і західне піднаріччя. У західному піднаріччі виділяє дві групи говірок: волинські, північногалицькі і надбузькі говірки, з одного боку, і наддністрянські, подільські та північнобуковинські — з другого.
Північно-західне наріччя автором членується на північне і карпатське піднаріччя. Північне піднаріччя поділяється на говори: підляський, західно-поліський і східнополіський (чернігівський). Карпатське піднаріччя за типом наголосу роз'єднується на західні (з нерухомим наголосом) і східні (з рухомим наголосом) говірки, приблизну межу між ними утворюють річки Ослава (на півночі) і Лаборець (на півдні).
Цей поділ говорів української мови загалом близький до поділу О. І. Соболевського. Різниця полягає в тому, що тут північні і карпатські говори об'єднуються смугою сусідніх із польською мовою говірок, і таким чином північно-західне наріччя представляється як суцільний, неперерваний простір. У цьому виявляється вплив О. О. Шахматова, який уважав, що всі українські говори крайнього заходу виявляють вплив північного наріччя.

### Діалектологічне членування української мови у російській діалектології

Діалектологічна карта Східної Європи 1914 року (Імператорське російське географічне товариство)

Члени Московської діалектологічної комісії М. М. Дурново, М. М. Соколов і Д. М. Ушаков при опрацюванні діалектологічної карти російської мови в Європі (1915) виділяли три наріччя української мови: північне («північномалоруська група говорів»), південне («південномалоруська група») і карпатське («карпатська група»). Межу між північним і південним наріччями української мови названі дослідники проводять по приблизній лінії: Холм, на північ від Володимира-Волинського, Луцька, Рівного, Житомира, Києва, Переяслава, далі через Ніжин, на південь від Конотопа і Путивля. До карпатського наріччя відносять лемківський, бойківський і закарпатський говори, що приблизно відповідає території карпатського піднаріччя за картою К. П. Михальчука.
Північне наріччя названі дослідники поділяють на групи говірок: підляську, західнополіську, серед-ньополіську і східнополіську. Південне наріччя членують двояко залежно від критерію: за вимовою приголосних звуків перед голосним і, який постав з о, — на північну і південну частини, за рядом інших ознак — на «східноукраїнську», «західноукраїнську», галицьку і гуцульську групи говірок. Карпатське наріччя за ознакою нерухомості і рухомості наголосу поділяється відповідно на західну і східну частини.
Праця членів Московської діалектологічної комісії стосовно українських говорів побудована на основі критичного зіставлення попередніх досліджень у ділянці діалектології, чимало місця в ній відведено характеристиці перехідних говірок між українською і російською, білоруською та словацькою мовами. Названі дослідники не підтримали О. І. Соболевського в тому, що частину карпатських говірок треба віднести до північного наріччя української мови.
М. М. Дурново в пізнішій праці «Вступ в історію російської мови» (1927) говори української мови поділяв на поліські, східноукраїнські і західноукраїнські. У праці «Діалектологічна класифікація українських говорів» (1923) В. М. Ганцова і на доданій до неї карті за фонетичними і морфологічними ознаками виділяються північне і південне наріччя. Південне наріччя автор поділяє на старожитні південно-західні говори, співвідносні щодо часу виникнення з північним наріччям, і нові південно-східні, виникнення яких припадає на кінець XV і початок XVI ст. Південна межа північного наріччя разом із перехідними говірками на північній основі за картою проводиться по приблизній лінії: на південь від Холма — від Грубешева — від Луцька — від Рівного — від Новограда-Волинського — Житомир — понад Россю до Канева — Лубни — далі по Сулі на північ від Сум. Південно-західні говори від південно-східних відділяє приблизна лінія: Ананьїв — Умань — на схід від Житомира.
Ю. Ф. Карський у підручнику «Російська діалектологія» (1924) підтримує поділ української мови на північне і південне наріччя з виділенням карпатських говорів, що був запропонований Московською діалектологічною комісією.

### Дослідження 1930—1940-х років
На «Карті українських говорів» (1933) Іван Зілинський приймає поділ українських говорів на північне і південне наріччя. Правда, у південному наріччі східноукраїнські говори автор відділяє від західноукраїнських, і по суті діалектне членування української мови сприймається як тричленне. У південно-західній групі виділяються говори: південноволинський, подільський, наддністрянський або опільський, надсянський, лемківський, бойківський, середньозакарпат-ський, гуцульський, покутсько-буковинський. Окремо позначаються говірки, перехідні між північним і південним наріччями.
А. А. Москаленко в посібнику «Конспект лекцій з української діалектології» (1940) відстоює групування українських говорів К. П. Михальчука на три наріччя — північне, південно-західне і південно-східне; всі три наріччя автор характеризує фонетичними, морфологічними, синтаксичними і лексичними ознаками.
У «Програмі з української діалектології» (1941) М. Ф. Наконечний виділяє північне, південно-західне (з карпатським) і південно-східне наріччя. Північне наріччя автор членує на східнополіські, середньопо-ліські, західнополіські і підляські говірки; у південно-західному наріччі виділяє наддністрянський або опільський, надсянський, покутсько-буковинський, подільський, південноволинський, а в карпатській діалектній групі — лемківський, бойківський з середньо-закарпатським і гуцульський говори.

### Діалектологічне членування за Федотом Жилком
У «Нарисах з діалектології української мови» (1955) Ф. Т. Жилка і на вміщеній там карті говори української мови поділяються на три наріччя (групи говорів): північне, південно-західне і південно-східне. Північне наріччя поділяється на східнополіський, середньополіський і західнополіський говори. У південно-західному наріччі виділяється група говорів Галичини, Буковини, Поділля та південної Волині і прикарпатських говорів. У першій групі вирізняються говори: наддністрянський або опільський із надсянським, покутський, буковинський, подільський, волинський; у другій — бойківсько-середньозакарпатський, гуцульський, лемківський. У південно-східному наріччі виділяються говори: середньонаддніпрянський, слобожанський і степовий.
У монографії «Говори української мови» (1958) і на вміщеній у ній карті Ф. Т. Жилко зробив деякі зміни в групування українських говорів (покутський і буковинський говори об'єднав в один, бойківський і закарпатський роз'єднав, по-іншому визначив східні межі волинського говору тощо).
Друге видання «Нарисів з діалектології української мови» (1966) Ф. Т. Жилка щодо групування говорів відзначається непослідовністю: посилаючись на давній племінний поділ східних слов'ян, автор у сучасній українській діалектній мові визначає два наріччя — північне і південне, пов'язуючи говори з пізнішими феодально-адміністративними і державними кордонами, виділяє три наріччя: північне (поліське), південно-західне і південно-східне. На доданій карті визначається два наріччя. Автор у дечому змінює своє попереднє групування говорів у межах південних наріч, застосовує нову термінологію на позначення територіальних діалектних одиниць.

### Подальші дослідження
Проблемі діалектного членування української мови присвячені вузівські посібники С. П. Бевзенка «Діалектні групи і говори української мови» (1975) та «Українська діалектологія» (1980). У цих працях виділяються три наріччя української мови — поліське або північноукраїнське, південно-західне і південно-східне. С. П. Бевзенко в поліському наріччі визначає говори: східнополіський (лівобережнополіський), середньополіський (правобережнополіський) і західнополіський (волинсько-поліський) з набузько-полісь-ким або підляським. У південно-західному наріччі автор виділяє три групи говорів: волинсько-подільську, галицько-буковинську і карпатську. У першій групі визначаються південноволинський і подільський говори; у другій — наддністрянський, надсянський, покутсько-буковинський або надпрутський і східнокарпатський або гуцульський; у третій — закарпатський (середньозакарпатський), північнокарпатський (північнопідкарпатський) або бойківський і західнокар-патський або лемківський. Південносхідне наріччя дослідник поділяє на середньонаддніпрянський, слобожанський і степовий говори.
У сучасній діалектології (1900-ті — 2000-ні) загальноприйнятим є поділ говорів української мови на три наріччя — північне, південно-західне і південно-східне. Таке членування української діалектної мови підтверджується, зокрема, матеріалами «Атласу української мови». При групуванні говорів української мови доводиться розрізняти давній і сучасний їх стан. Автори, що вивчали проблему групування українських говорів, не раз сплутували різні етапи розвитку говорів, унаслідок чого приходили до неоднакових висновків.

## Історія діалектологічних досліджень
Увага до діалектного членування стимулювала нові обстеження говірок; тому з кінця XIX — початку XX ст. розпочалося інтенсивне укладання спеціальних програм, за якими здійснювалося збирання діалектного матеріалу (найдетальнішою була «Програма для збирання діалектичних одмін української мови» К. Михальчука, Є. Тимченка, 1909; її варіант — «Программа для собирания особенностей малорусских говоров» К. Михальчука, А. Кримського, 1910; короткі програми О. Синявського, 1924, 1927; Є. Тимченка, 1925; Діалектологічної комісії УАН, 1926; пізніше — «Програма для збирання матеріалів до Діалектологічного атласу української мови» Б. Ларіна, 1948, 1949; «Програма для збирання матеріалів до Лексичного атласу української мови» Й. Дзендзелівського, 1984, 1987; створювалися питальники для підготовки регіональних описів, атласів, словників). Оцінка фонетичних, а також морфологічних рівнів структури говірок як найінформативніших для розв'язання проблем діалектного членування позначилася на більшості полірівневих питальників — вони здебільшого спрямовують на запис фонетики і словозміни.
Збирання діалектного матеріалу за питальниками наблизило українську діалектологію до аналізу говірки як системи.
У дослідженнях найповніше представлена інформація про фонетичну систему (переважно без використання експериментних даних), менше — про граматичну, про синтаксис, просодію, словотворення; лексика і фразеологія окремих діалектів відображена у словниках і описах:
- поліських діалектів [Лисенко П. С. Словник поліських говорів. К., 1974; Никончук М. В. Матеріали до лексичного атласу української мови (Правобережне Полісся). К., 1979; Його ж. Сільськогосподарська лексика правобережного Полісся. К., 1985; Євтушок О. Народна будівельна лексика Західного Полісся. Рівне, 1990];
- бойківського (Онишкевич М. Й. Словник бойківських говірок, ч. 1-2. К., 1984; Матеріали до словника буковинських говірок, в. 1-6. Чернівці, 1971—1979);
- окремих наддністрянських, південноволинських говірок (Горбач О. Північнонаддністрянська говірка й діалектний словник с. Романів Львівської області. Мюнхен, 1965, та ін.).